# Tygodnik Polski (Melbourne)
Tygodnik Polski – pismo w języku polskim wydawane w Melbourne.
Oryginalnie nosiło tytuł „Tygodnik Katolicki” i zostało założone przez ks. Konrada Trzeciaka (polski misjonarz który przybył do Australii z Chin) w Bathurst w Nowej Południowej Walii w 1949 roku. Pismo przyjęło tytuł „Tygodnik Polski” w 1965.
Kolejni redaktorzy pisma:
- Roman Gronowski (1960–1974)
- Marian Kałuski (1974–1978)
- Jerzy Grot-Kwaśniewski (1978–1991)
- Michał Filek (1992–1998)
- Zdzisław Derwiński (1998–2002)
- Grażyna Walendzik (2002–2003)
- Józefa Jarosz (2003–2010)
- Wojciech Szlachetko (2010–2011)
- Magdalena Jaskulska (od 2011)